# Schoenoplectus corymbosus
Schoenoplectus corymbosus är en halvgräsart som först beskrevs av Albrecht Wilhelm Roth, Johann Jakob Roemer och Schult., och fick sitt nu gällande namn av Jean Raynal. Schoenoplectus corymbosus ingår i släktet sävsläktet, och familjen halvgräs. Inga underarter finns listade i Catalogue of Life.